# Cotiporã

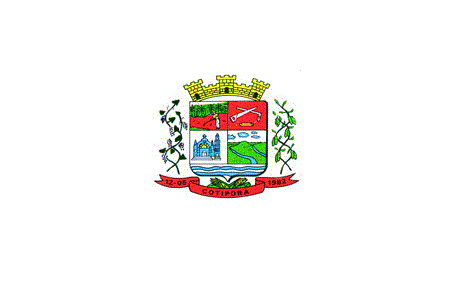
Bandera del municipio de Cotiporã.

Cotiporã es un municipio brasileño del estado de Rio Grande do Sul.
Se encuentra ubicado a una latitud de 28º59'40" Sur y una longitud de 51º41'45" Oeste, estando a una altitud de 609 metros sobre el nivel del mar. Su población estimada para el año 2004 era de 4.059 habitantes.
Ocupa una superficie de 183,54 km².
- Datos: Q1757465
- Multimedia: Cotiporã / Q1757465